# Головин, Николай Михайлович (генерал от инфантерии)
Никола́й Миха́йлович Голови́н (1836—1911) — генерал от инфантерии, член Военного совета.

## Биография
Происходил из дворян Санкт-Петербургской губернии. Родился 27 апреля 1836 года. Образование получил в Новгородском графа Аракчеева кадетском корпусе, из которого выпущен 17 июня 1854 года прапорщиком во 2-ю гренадерскую артиллерийскую бригаду. В следующем году поступил в состав войск для защиты берегов Финляндии и участвовал в бою во время бомбардировки соединённым англо-французским флотом крепости Свеаборга и Гельсингфорской оборонительной позиции, за что ему, в числе прочих, объявлено было Высочайшее благоволение.
23 сентября 1856 года произведён в подпоручики, с переводом в облегчённую № 3 батарею 3-й полевой артиллерийской бригады, 26 августа 1858 года получил чин поручика. В 1859 году прикомандирован к штабу Отдельного гренадерского корпуса, и, по выдержании предварительного экзамена, поступил в Николаевскую академию Генерального штаба. По окончании в 1862 году курса наук был откомандирован к прежнему месту служения, а 7 июня 1863 года, прикомандирован к штабу 16-й пехотной дивизии в качестве офицера по Генеральному штабу.
12 февраля 1864 года причислен к Генеральному штабу и назначен в штаб 36-й пехотной дивизии исправляющим должность старшего адъютанта по строевой и квартирмейстерской части. 30 августа того же года произведён в штабс-капитаны с переводом 13 сентября старшим адъютантом в штаб 17-й пехотной дивизии. 30 августа 1866 года произведён в капитаны; 25 июня 1869 года назначен для поручений при штабе Московского военного округа; 30 августа 1871 года произведён в подполковники, с переводом старшим адъютантом в штаб Харьковского военного округа. 26 апреля следующего года назначен заведующим передвижением войск по железным дорогам Московско-Нижегородской, Шуйско-Ивановской, Московско-Брестской и Московско-Курской.
30 августа 1874 года произведён в полковники; в 1876 году состоял членом комиссии для исследования причин беспорядков на Курско-Харьковско-Азовской железной дороге; с 12 июня по 27 сентября 1877 года исправлял дела заведующего передвижением войск по всем железным дорогам и водяным путям Российской империи. С 8 октября 1877 года по 4 марта 1878 года участвовал в трудах Московской эвакуационной комиссии. 23 августа 1878 года был прикомандирован к Главному штабу в качестве помощника заведующего передвижением войск по всем железным дорогам и водяным путям. Генерал M. H. Анненков, заведовавший тогда передвижением войск в России, оценил крупные способности Головина и возложил на него всю работу существовавшего тогда при Главном штабе комитета по передвижению войск. В должности заведующего передвижением войск Головин в первые же годы после русско-турецкой войны широко и умело использовал её богатый опыт и подготовил новую организацию важной отрасли военного управления, которая образовала в составе Главного штаба особый отдел по передвижению войск и военных грузов.
30 августа 1880 года произведён в генерал-майоры (старшинство в чине определено с 30 августа 1884 года). В 1883 году временно заведывал делами комитета по перевозке войск железными дорогами и водой и по заведованию постройкой Жабинско-Пинской железной дороги. 6 октября 1884 года назначен заместителем члена от военного ведомства в совет Министерства путей сообщения, с оставлением в занимаемой должности.
Во время командировок генерала Анненкова в Закаспийскую область на постройку Закаспийской железной дороги, генерал Головин всегда оставался его заместителем по комитету по передвижению войск, а когда, в 1886 году, комитет был переименован в отдел Главного штаба по передвижению войск и военных грузов, назначен исправляющим обязанности начальника этого отдела и 9 июля 1887 года утверждён в должности. В 1888 году удостоен Высочайшего благоволения за участие в трудах особой комиссии по пересмотру положения о полевом управлении войск. 7 декабря 1889 года назначен членом от Военного министерства в технический отдел совета Министерства путей сообщения с оставлением в должности, а в следующем году на него возложена постройка Луцкой железнодорожной ветви от станции Киверцы, и за успешное исполнение этого поручения ему была объявлена Высочайшая благодарность.
30 августа 1894 года произведён в генерал-лейтенанты; 7 декабря 1898 года назначен членом Военного совета и 6 декабря 1904 года произведён в генералы от инфантерии. 3 января 1906 года уволен в отставку с мундиром и пенсией. А. Ф. Редигер, касаясь увольнения Головина, высказался что тот «бесполезный, притом не занимавший раньше каких-либо высших должностей».
Скончался 20 декабря 1911 года.

## Награды
Среди прочих наград Головин имел российские ордена:
- Орден Святой Анны 3-й степени (1868 год)
- Орден Святого Станислава 2-й степени (1870 год, императорская корона к этому ордену пожалована в 1872 году)
- Орден Святого Владимира 4-й степени (1878 год)
- Орден Святого Владимира 3-й степени (1878 год)
- Орден Святого Станислава 1-й степени (1883 год)
- Орден Святой Анны 1-й степени (1886 год)
- Орден Святого Владимира 2-й степени (1889 год)
- Орден Белого орла (14 мая 1896 года)
- Орден Святого Александра Невского (6 декабря 1901 года, алмазные знаки к этому ордену пожалованы 17 июня 1904 года)

Иностранные ордена:
- Командорский крест ордена Звезды Румынии (1880 год)
- Сербский орден Таковского креста 2-й степени (1892 год)
- Бухарский орден Восходящей звезды с алмазными знаками (1893 год)
- Китайский орден Двойного Дракона 2-го класса 2-й степени (1896 год)
- Командорский крест французского ордена Почётного легиона (1897 год)